# Корф, Василий Сергеевич
Барон Василий Сергеевич Корф (нем. Wilhelm Edward von Korff; 1807—1883) — русский генерал-лейтенант из рода Корфов.

## Биография
Родился 6 января 1807 года.
Образование получил в Школе гвардейских подпрапорщиков и кавалерийских юнкеров. Произведён в прапорщики 6 декабря 1826 года, был учителем в школе подпрапорщиков при главной квартире 1-й армии, затем преподавателем и помощником инспектора классов в 1-м кадетском корпусе. В 1832 году произведён в подполковники.
С 1838 года по 1857 год состоял при великих князьях Николае и Михаиле Николаевичах, получив в это время (в 1840 году) перевод в лейб-гвардии Семёновский полк, звания флигель-адъютанта (7 апреля 1846 года), генерал-майора Свиты (31 августа 1849 года) и генерал-адъютанта (6 декабря 1854 года). В 1852 году сопутствовал великим князьям во время их путешествия по Германии, Голландии и Италии и в 1854 году — в главную квартиру южной действующей армии. В Крыму барон Корф участвовал в Инкерманском бою и находился в Севастополе в январе и феврале 1855 года. 26 ноября 1855 года за беспорочную выслугу 25 лет в офицерских чинах был награждён орденом св. Георгия 4-й степени (№ 9630 по кавалерскому списку Григоровича — Степанова).
Незадолго до вступления в брак великого князя Николая Николаевича назначен состоять при нём и управляющим гофмейстерской частью двора Его Высочества. В этой должности он 30 августа 1858 года получил чин генерал-лейтенанта. После 1870 года был директором Курляндского тюремного комитета и членом строительной комиссии при Кабинете его величества.
Умер 11 (23) декабря 1883 года в Висбадене.

## Семья
Был женат на Шарлотте Шён (с 22.07.1833).

## Награды
- Орден Святого Станислава 1-й ст. (1850)
- Орден Святого Георгия 4-й ст. (1855)
- Орден Святой Анны 1-й ст. (1856)
- Орден Святого Владимира 2-й ст. (1861)
- Орден Белого орла (1865)